# Små-Djuptjärnarna
Små-Djuptjärnarna är en sjö i Bräcke kommun i Jämtland och ingår i Ljungans huvudavrinningsområde. Små-Djuptjärnarna ligger i Helvetesbrännan (norra) Natura 2000-område.